# Abdicación de Akihito

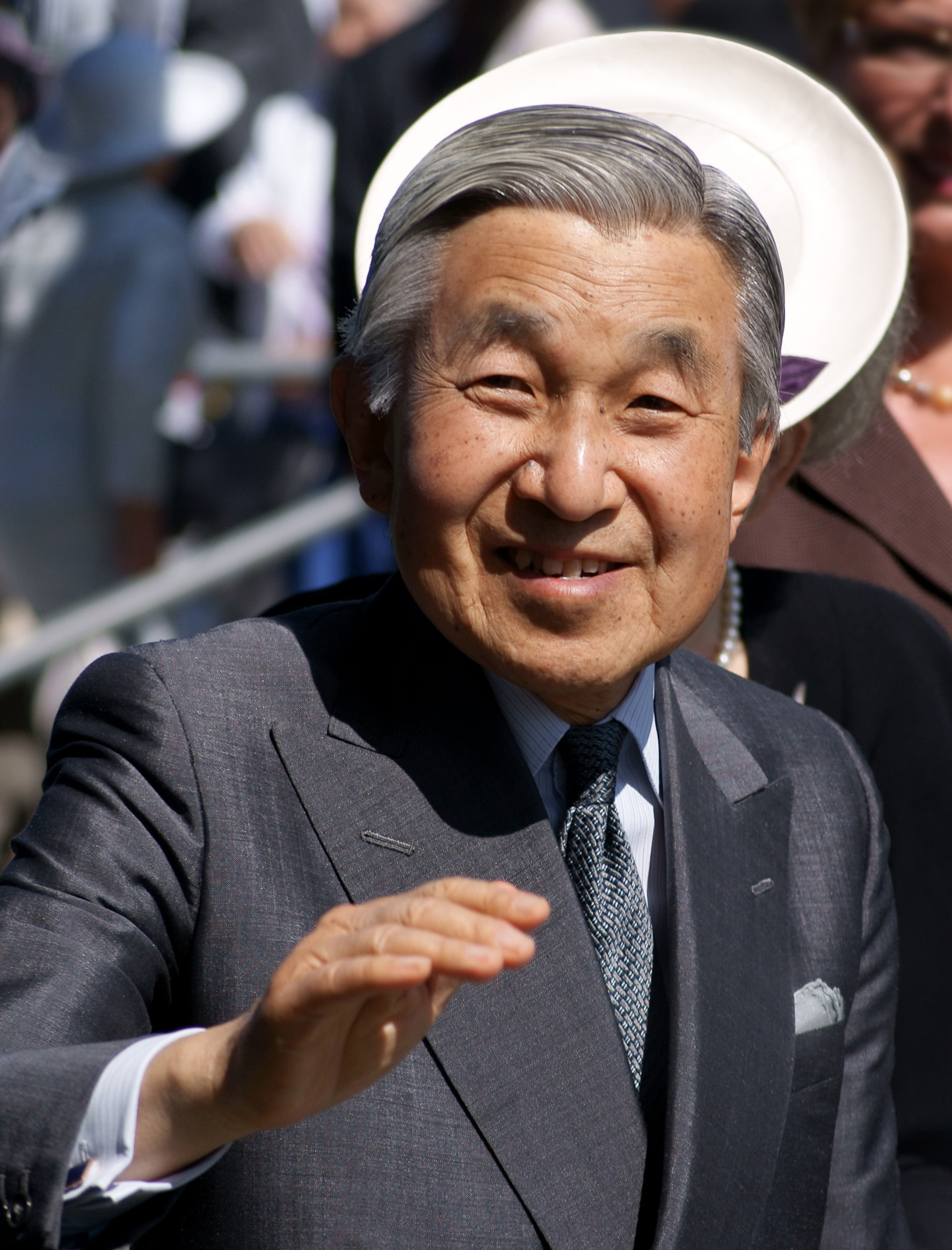
Akihito: 125.º emperador japonés.

El emperador Akihito, 125.º emperador japonés, marcó el fin de la era Heisei en Japón abdicando al trono el 30 de abril de 2019, abandonando así el Trono de Crisantemo al cual ascendió tras la muerte de su padre: el emperador Hirohito, personaje clave durante la Segunda Guerra Mundial.
Tras dicha abdicación se ha convertido en el primer emperador japonés en abdicar después de más de 200 años, cuando así lo hizo el emperador Kokaku en 1817. Este acontecimiento da lugar a la nueva era imperial japonesa denominada era Reiwa a cargo de su hijo Naruhito, heredero al trono tras la abdicación.
El emperador en Japón apenas tiene poder político, pero constituye un gran símbolo a nivel de unidad nacional.

## Razones para abdicar
A sus 85 años de edad finalmente se le ha otorgado un permiso legal para abdicar ya que afirmó que se sentía incapaz de cumplir su función como emperador japonés debido a su avanzada edad y, por consiguiente, su estado de salud.
En el emotivo discurso que pronunció durante la ceremonia de abdicación el 30 de abril de 2019 confesó ante los allí presentes el temor por que su edad le hiciera más complicado el cumplimiento de sus obligaciones y deberes como emperador del país; concluyendo con su deseo por retirarse y dejar el trono en manos de su hijo, hasta ahora, el príncipe Naruhito.
En palabras textuales declaró lo siguiente: "Cuando considero que mi nivel de condición física está disminuyendo de manera gradual, me preocupa que me resulte difícil cumplir con mis deberes como símbolo del Estado".
Los medios de comunicación realizaron varios sondeos de opinión ante la petición por parte de Akihito de abdicación y, como resultado nacional generalizado, destacó el visto bueno de la abdicación a ojos de la población japonesa; es por ello por lo que unos meses después se promulgó ante el parlamento una ley que lo hiciera posible.

## Heredero del trono
El heredero del trono es su hijo Naruhito, el siguiente en la línea de sucesión, dando lugar al 126.º emperador japonés, el cual marcará la transición de Japón hacia la nueva era Reiwa dando por finalizada la era Heisei que comenzó cuando su padre Akihito ascendió al trono en 1989.
En la actualidad (2019), Naruhito tiene 59 años y se convirtió en príncipe heredero a los 28.
Está casado con la princesa heredera Masako Owada desde 1993 y tienen una hija en común, la princesa Aiko, nacida en 2001; pero tal y como establece la ley actual de Japón, no está permitido el ascenso al trono de las mujeres, por lo tanto, el primero en la línea sucesoria después de Naruhito es su tío Fumihito (hermano de Akihito), seguido de su primo e hijo de Fumihito, Hisahito de 12 años de edad en la actualidad.

## Ceremonia de abdicación
La ceremonia de despedida por la abdicación del 125.º emperador de Japón Akihito, también denominada como The Taiirei-Seiden-nogi tuvo lugar el 30 de abril de 2019 en la sala estatal de Matsu-no-Ma del Palacio Imperial de Tokio que abrió sus puertas a unos 330 asistentes, la gran mayoría pertenecientes a la familia imperial japonesa, así como altos cargos políticos. Esta ceremonia fue retransmitida en vivo a nivel nacional.
En la ceremonia, que fue tanto breve como privada y con la presencia de numerosos cuerpos de seguridad, se anunció la cesión del trono con un ritual llevado a cabo dentro del Palacio. Esa misma noche, finalizó la era Heisei dando lugar a la era Reiwa el día 1 de mayo de 2019 cuando el nuevo emperador e hijo de Akihito, Naruhito recibió la sagrada espada de Kusanagui, una joya de 1000 años de antigüedad.
Esta vez, se ha visto la ceremonia de abdicación como un motivo de festejo entre los habitantes del país e incluso se han extendido las vacaciones de primavera de Japón diez días más debido a dicho acontecimiento; por el contrario, en la anterior ascensión al trono (Akihito,1989), el país decretó el luto nacional por la muerte del emperador Hirohito.
Muchos afirmaron que extrañarían a Akihito, incluso le han apropiado el título de Joko que significa “gran emperador”.

## Akihito como papel de representación y unidad

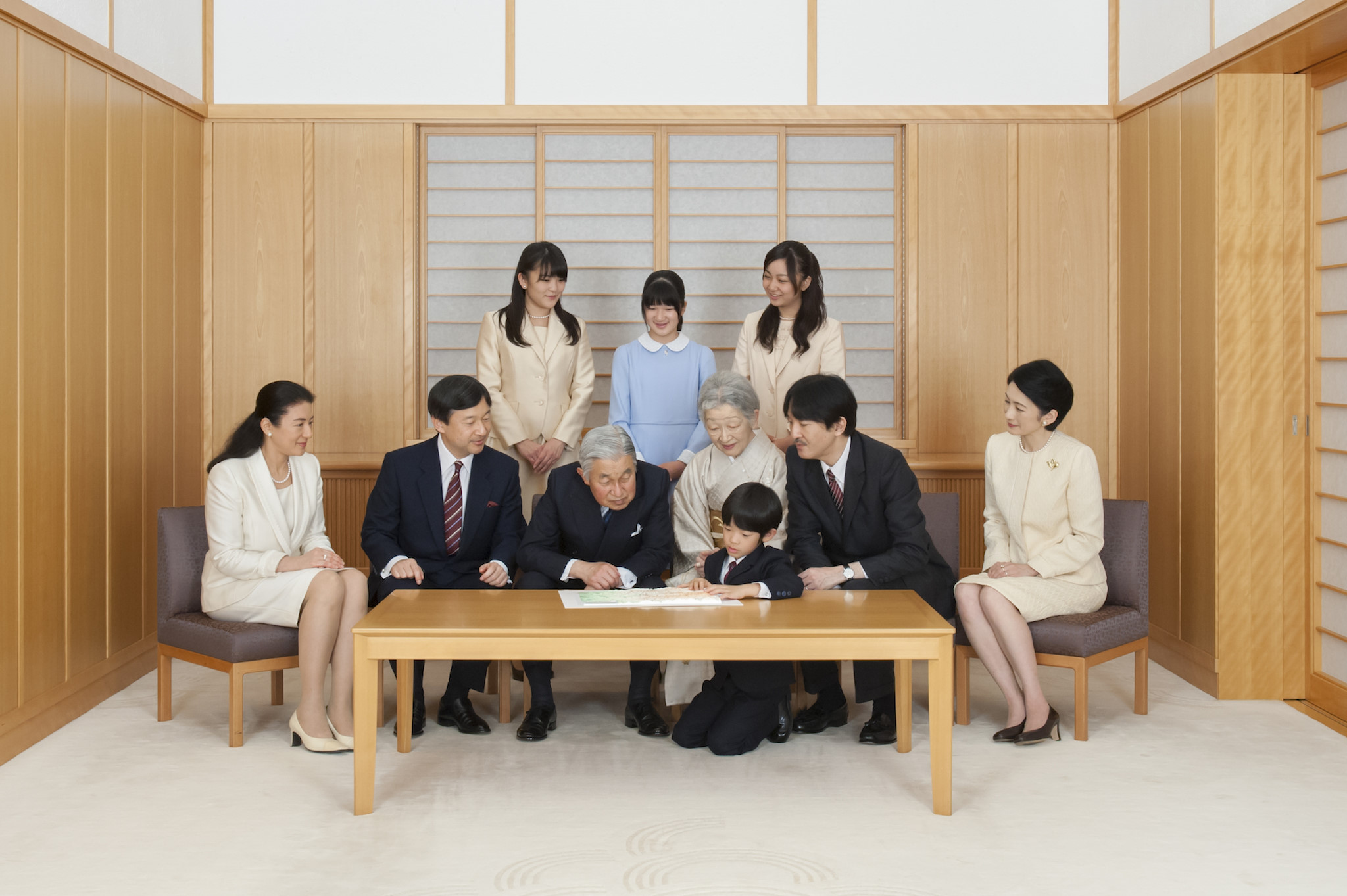
Familia imperial japonesa (noviembre de 2013)

Akihito es recordado por su proximidad con el pueblo japonés ya que durante su reinado se ha mostrado muy cercano y preocupado por las personas enfermas y los que han sido víctimas de grandes desastres, destacando el terremoto y tsunami que sufrió el país en 2011.
Hirohito renunció públicamente a su divinidad al final de la Segunda Guerra Mundial, como parte de la rendición de Japón y fue su hijo, el emperador Akihito, quien de cierta forma trató de reparar el daño a la reputación de Japón después de la guerra.
Por otro lado, y al contrario que anteriores emperadores, Akihito interactuó en gran medida con el público en términos de compasión y conexión con el pueblo; Akihito además, también desempeñaba el papel de embajador no oficial, por lo que viajó frecuentemente al extranjero, hechos que se esperan que continúen con su hijo Naruhito.